# Foe (Einheit)
Das Foe ist eine Energieeinheit, die dem Wert von 1044 Joule oder 1051 erg entspricht und in der Größenordnung der Energiemenge liegt, die bei einer Supernova freigesetzt wird.
Das Wort ist ein Akronym, das aus dem Englischen von (1051 erg) „ten to the power of fifty-one ergs“ gebildet wird.
Es wurde von Gerald E. Brown von der Stony Brook University in seiner Arbeit mit Hans Bethe geprägt, weil es oft genug in ihrer Tätigkeit aufkam. Um den 2005 verstorbenen Bethe zu ehren, prägte Steven Weinberg die zum Foe äquivalente Bezeichnung Bethe (B).
Diese Maßeinheit ist praktisch, weil eine Supernova in einer sehr kurzen Zeitspanne (in der Größenordnung von Sekunden) in der Regel etwa ein foe beobachtbarer Energie freisetzt. Zum Vergleich: Wenn die Sonne während ihrer gesamten Lebensdauer ihre aktuelle Leuchtkraft hätte, würde sie 3,827·1026 W × 3,1536·107 s/Jahr × 1010 Jahre ≈ 1,2 foe an Energie freisetzen. Eine Sonnenmasse hat eine Ruheenergie von 1787 foe.